# John Gilbert Winant

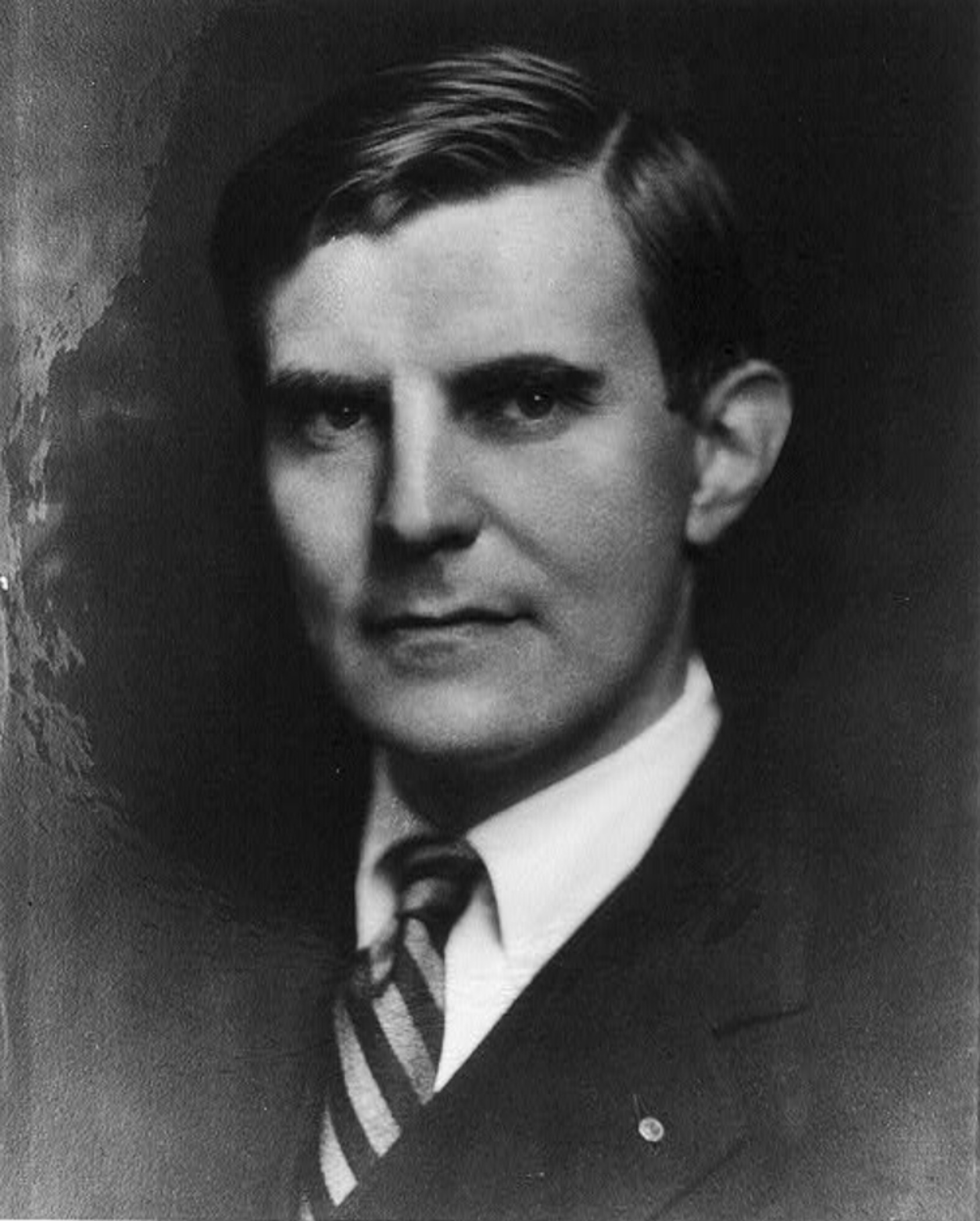
John Gilbert Winant

John Gilbert Winant (* 23. Februar 1889 in New York City; † 3. November 1947 in Concord, New Hampshire) war ein US-amerikanischer Politiker und von 1925 bis 1927 sowie zwischen 1931 und 1935 Gouverneur des Bundesstaates New Hampshire.

## Frühe Jahre und politischer Aufstieg
John Winant besuchte die St. Paul’s School in Concord und dann die Princeton University. Danach arbeitete er als Lehrer. Während des Ersten Weltkriegs nahm er als Flieger im Rang eines Hauptmanns an den Kämpfen in Europa teil. Nach dem Krieg setzte er seine Tätigkeit als Lehrer fort. John Winant war Mitglied der Republikanischen Partei. Bereits im Jahr 1916 war er in das Repräsentantenhaus von New Hampshire gewählt worden, wohin er 1922 noch einmal zurückkehrte. Zwischen 1921 und 1922 war er Mitglied des Staatssenats.

## Gouverneur von New Hampshire
Im Jahr 1924 wurde John Winant zum neuen Gouverneur seines Staates gewählt. Er trat seine erste zweijährige Amtszeit am 1. Januar 1925 an. Diese Amtszeit fiel mit dem großen wirtschaftlichen Aufschwung jener Jahre zusammen. Daher florierte auch in New Hampshire die Konjunktur. Politisch verlief seine erste Amtszeit ohne besondere Ereignisse. Im Jahr 1926 wurde er nicht wiedergewählt. Daher schied er zum 6. Januar 1927 aus dem Amt aus.
Im Jahr 1930 schaffte er dann aber die Rückkehr in das höchste Amt seines Staates. Nach einer Wiederwahl im Jahr 1932 konnte er bis zum 3. Januar 1935 im Amt bleiben. Damit war er der erste Gouverneur seines Staates, der insgesamt drei Amtszeiten absolvieren konnte. Die vier Jahre zwischen 1931 und 1935 waren von den Folgen der Weltwirtschaftskrise überschattet. In dieser Zeit wurde der Bankenausschuss des Staates reformiert, und der Ausbau des Straßennetzes, auch als Arbeitsbeschaffungsmaßnahme, vorangetrieben. Ein Gesetz sollte Mütter und ihre Kinder vor den schlimmsten Folgen der Wirtschaftskrise schützen. Ein anderes Gesetz erlaubte die Aufnahme von Krediten, um die Gehälter der Angestellten von Staat und Kommunen bezahlen zu können. Ansonsten arbeitete der Gouverneur eng mit der Bundesregierung unter Präsident Franklin D. Roosevelt zusammen. Auch New Hampshire profitierte schließlich von dessen New-Deal-Politik.

## Weiterer Lebenslauf
Nach dem Ende seiner Amtszeit wurde Winant stellvertretender Direktor der Internationalen Arbeitsorganisation (ILO) in Genf. Diesen Posten hatte er im Jahr 1935 sowie von 1937 bis 1939 inne. Im Anschluss war er bis Februar 1941 Generaldirektor der ILO und Vorsitzender des neuen Sozialversicherungsausschusses (Social security Board). Zwischen 1941 und 1946 vertrat er die Vereinigten Staaten als Botschafter in Großbritannien. Während des Zweiten Weltkrieges bereitete er im Jahr 1943 ein politisches Treffen in Moskau vor, das zu der Teheran-Konferenz führte.
Im Jahr 1946 vertrat er sein Land im Wirtschaftsrat der Vereinten Nationen. Danach veröffentlichte Winant den ersten Band seiner Memoiren. Am 3. November 1947 nahm er sich dann das Leben. Mit seiner Frau Constance Rivington Russel hatte er drei Kinder.